# Stazione meteorologica di Nicolosi
La stazione meteorologica di Nicolosi è la stazione meteorologica di riferimento relativa alla località di Nicolosi.

## Coordinate geografiche
La stazione meteo si trova nell'Italia insulare, in Sicilia, in provincia di Catania, nel comune di Nicolosi, a 698 metri s.l.m. e alle coordinate geografiche 37°37′N 15°01′E.

## Dati climatologici
In base alla media trentennale di riferimento 1961-1990, la temperatura media del mese più freddo, gennaio, si attesta a +6,5 °C; quella del mese più caldo, luglio, è di +23,7 °C .
| Nicolosi           | Mesi | Mesi | Mesi | Mesi | Mesi | Mesi | Mesi | Mesi | Mesi | Mesi | Mesi | Mesi | Stagioni | Stagioni | Stagioni | Stagioni | Anno |
| Nicolosi           | Gen  | Feb  | Mar  | Apr  | Mag  | Giu  | Lug  | Ago  | Set  | Ott  | Nov  | Dic  | Inv      | Pri      | Est      | Aut      | Anno |
| ------------------ | ---- | ---- | ---- | ---- | ---- | ---- | ---- | ---- | ---- | ---- | ---- | ---- | -------- | -------- | -------- | -------- | ---- |
| T. max. media (°C) | 9,7  | 10,5 | 12,9 | 15,5 | 21,0 | 26,3 | 29,5 | 28,9 | 24,6 | 19,1 | 15,0 | 10,9 | 10,4     | 16,5     | 28,2     | 19,6     | 18,7 |
| T. min. media (°C) | 3,3  | 3,4  | 5,4  | 7,5  | 11,4 | 15,3 | 17,9 | 17,8 | 14,8 | 11,2 | 8,0  | 4,7  | 3,8      | 8,1      | 17,0     | 11,3     | 10,1 |